# Manuel Rosenthal

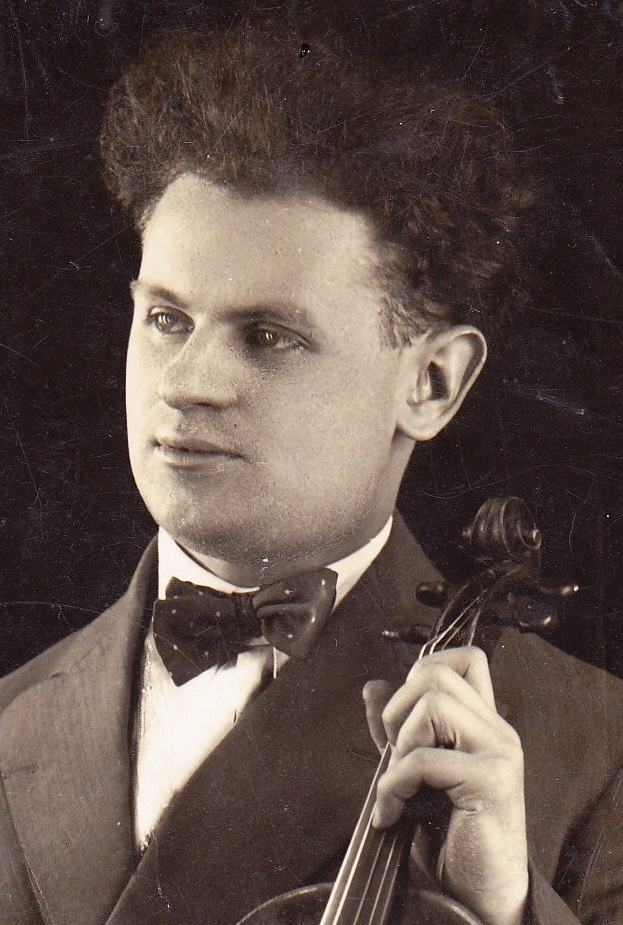
Manuel Rosenthal, 1920

Manuel Rosenthal (* 18. Juni 1904 in Paris; † 5. Juni 2003 ebenda) war ein französischer Komponist und Dirigent.

## Leben
Rosenthal war  russisch-jüdischer Abstammung und studierte seit 1918 Violine bei Jules Boucherit am Conservatoire de Paris und Kontrapunkt bei Jean Huré. 1925 lernte er Maurice Ravel kennen, dessen letzter Schüler er wurde und mit dem ihn bald eine enge Freundschaft verband. Im Jahr 1934 wurde er Assistent des Dirigenten Désiré-Émile Inghelbrecht. In den 1930er Jahren orchestrierte er Ravels Histoires naturelles und drei der Cinq mélodies populaires grecques. 1934 wurde er Dirigent des Orchestre National de la Radiodiffusion Française.
Während des Zweiten Weltkrieges geriet er 1940 in Kriegsgefangenschaft; nach seiner Befreiung 1944 wurde er Chefdirigent des Orchestre National. Von 1948 bis 1951 leitete er das Seattle Symphony Orchestra, von 1964 bis 1967 das Orchestre Symphonique de Liege. Auf internationalen Konzertreisen führte er die Werke zeitgenössischer Komponisten wie Strawinski, Schönberg, Hindemith, Bartók, Messiaen, Satie, Debussy und seines Lehrers Ravel auf.
Von 1962 bis 1974 wirkte Rosenthal als Professor für Orchesterleitung am Conservatoire de Paris. Er komponierte Opern, Ballette und andere Orchesterwerke, Kammermusik, Chorwerke und Lieder. 1995 veröffentlichte er seine Erinnerungen an Ravel: Ravel: souvenirs de Manuel Rosenthal.

## Kompositionen
- Sonatine pour deux violons et piano, 1922
- Trois petites «music» pour piano à deux mains, 1923[1]
- Sérénade, 1927
- Un baiser pour rien, Ballett, 1928–29
- Rayon des soiries, Opéra buffe, 1930
- Les Bootleggers, 1933
- Jeanne d’Arc für Orchester, 1934–36
- Saint François d’Assise, 1936–39
- La Poule Noire, Comédie musicale, 1937
- La Gaîté Parisienne, Ballett nach Motiven von Jacques Offenbach, 1938
- Musique de Table, 1941
- Les Soirées du Petit Juas, Streichquartett, 1942
- Cantate pour le temps de la Nativité, 1943–44
- Symphonies de Noél, 1947
- Aesopi Convivium für Violine, Klavier und Orchester, 1947–48
- Magic Manhattan für Orchester, 1948
- Que le Diable l’emporte, Ballett, 1948
- Symphonie, 1949
- A choeur vaillant, 1952–53
- Missa Des Gratias, 1953
- Rondes françaises für Orchester, 1955
- Femmes au Tombeau, 1956
- Hop Signor !, Drame lyrique nach Michel de Ghelderode, 1957–61
- Aeolus, 1970
- 2 Études en camaïeu, 1975